# Bat Conservation International
Bat Conservation International est une organisation non gouvernementale ayant pour but la conservation des chauves-souris du monde et de leurs habitats grâce à des efforts de gestion, d'éducation et de recherche.
BCI est fondée en 1982 par l'écologiste Merlin Tuttle (en). Depuis sa création, BCI forme des partenariats avec l'United States Fish and Wildlife Service et des agences et organisations à but non lucratif nationales et internationales, et produit des publications, des ateliers, des bourses et des recherches, ainsi que des projets spécifiques à des sites à travers le pays et dans le monde.

## Activités

### Stratégies
BCI opère selon ses « 10 stratégies de conservation critiques» : 
- Accélérer la recherche scientifique
- Prévenir l'extinction
- Protéger les zones intactes avec des communautés de chauves-souris très diverses
- Préserver les mégapopulations de chauves-souris
- Créer des partenariats mondiaux et régionaux
- Faire face aux menaces affectant plusieurs espèces sur plusieurs sites
- Promouvoir la conservation communautaire des chauves-souris
- Créer et appliquer des cadres juridiques et politiques
- Développer et perfectionner une technologie importante
- Investir dans le futur leadership de la conservation

### Menaces
BCI finance et participe à la recherche pour atténuer les dommages causés aux populations de chauves-souris. Certaines des menaces précédemment ou actuellement traitées incluent :
- Les effets de l'extraction de l'uranium dans des mines que les chauves-souris utilisent comme gîtes
- Moyens de réduire la mortalité des chauves-souris due aux éoliennes
- Mortalité de masse due au syndrome du nez blanc
- Extraction du guano dans les grottes de chauves-souris

### Protection des populations
De nombreuses espèces de chauves-souris forment des colonies qui peuvent comprendre des millions d'individus. Comme certaines espèces de chauves-souris sont très regroupées, des espèces entières peuvent être menacées par la perturbation d'un petit nombre de gîtes. BCI cherche à protéger ces gîtes d'agrégations élevées. Quelques moyens par lesquels BCI travaille pour protéger les très grandes populations sont :
- Détermination des effets des fermetures de grottes sur l'utilisation des chauves-souris
- Achat de terres avec d'importantes grottes, telles que Bracken Cave, qui abrite la plus grande colonie de chauves-souris du monde[1]
- Éducation et sensibilisation pour protéger les gîtes de chauves-souris d'une éradication intentionnelle, comme la colonie du Ann W. Richards Congress Avenue Bridge qui était initialement indésirable

### Prévention des extinctions
Dans son plan stratégique 2014-2018, la BCI identifie 35 espèces de chauves-souris en danger critique ou en danger d'extinction comme espèces prioritaires qui recevront une concentration concentrée de recherche et d'efforts de conservation pour empêcher leur extinction. BCI est également membre d'Alliance for Zero Extinction, qui cherche à sauvegarder les derniers habitats d'espèces en danger critique d'extinction.
| Nom scientifique         | Statut de conservation IUCN | Aire de répartition                                                               |
| ------------------------ | --------------------------- | --------------------------------------------------------------------------------- |
| Myotis sodalis           | NT                          | États-Unis                                                                        |
| Eumops floridanus        | VU                          | Sud de la Floride                                                                 |
| Leptonycteris nivalis    | EN                          | Sud-ouest des États-Unis, Mexique                                                 |
| Natalus jamaicensis      | CR                          | Jamaïque                                                                          |
| Pteronotus paraguanensis | EN                          | Venezuela                                                                         |
| Lonchorhina fernandezi   | EN                          | Venezuela                                                                         |
| Lonchorhina marinkellei  | VU                          | Colombie                                                                          |
| Platyrrhinus chocoensis  | VU                          | Panama, Colombie, Équateur                                                        |
| Balantiopteryx infusca   | VU                          | Équateur, Colombie                                                                |
| Amorphochilus schnablii  | VU                          | Équateur, Chili                                                                   |
| Sturnira nana            | EN                          | Pérou, Équateur                                                                   |
| Hipposideros lamottei    | CR                          | Côte d'Ivoire et Guinée                                                           |
| Rhinolophus maclaudi     | EN                          | Guinée                                                                            |
| Rhinolophus ziama        | EN                          | Guinée, Liberia                                                                   |
| Rhinolophus hilli        | CR                          | Rwanda                                                                            |
| Pteropus rodricensis     | CR                          | Rodrigues                                                                         |
| Coleura seychellensis    | CR                          | Seychelles                                                                        |
| Acerodon jubatus         | EN                          | Philippines                                                                       |
| Dobsonia chapmani        | CR                          | Philippines                                                                       |
| Pteropus mariannus       | EN                          | Îles Mariannes du Nord, Guam                                                      |
| Pteropus insularis       | CR                          | Micronésie                                                                        |
| Emballonura semicaudata  | EN                          | Samoa américaines, Fidji, Micronésie, Îles Mariannes du Nord, Palau, Samoa, Tonga |
| Aproteles bulmerae       | CR                          | Papouasie-Nouvelle-Guinée                                                         |
| Pharotis imogene         | CR                          | Papouasie-Nouvelle-Guinée                                                         |
| Pteralopex anceps        | EN                          | Papouasie-Nouvelle-Guinée, Îles Salomon                                           |
| Pteralopex flanneryi     | CR                          | Papouasie-Nouvelle-Guinée, Îles Salomon                                           |
| Pteralopex atrata        | EN                          | Îles Salomon                                                                      |
| Pteropus cognatus        | EN                          | Îles Salomon                                                                      |
| Pteralopex pulchra       | CR                          | Îles Salomon                                                                      |
| Pteralopex taki          | EN                          | Îles Salomon                                                                      |
| Pteropus nitendiensis    | EN                          | Îles Salomon                                                                      |
| Pteropus tuberculatus    | CR                          | Îles Salomon                                                                      |
| Pteropus fundatus        | EN                          | Vanuatu                                                                           |
| Mirimiri acrodonta       | CR                          | Fidji                                                                             |
| Chaerephon bregullae     | EN                          | Fidji, Vanuatu                                                                    |